# Acaulospora myriocarpa
Acaulospora myriocarpa är en svampart som beskrevs av Spain, Sieverd. & N.C. Schenck 1986. Acaulospora myriocarpa ingår i släktet Acaulospora och familjen Acaulosporaceae.   Inga underarter finns listade i Catalogue of Life.